# Gíta Govinda

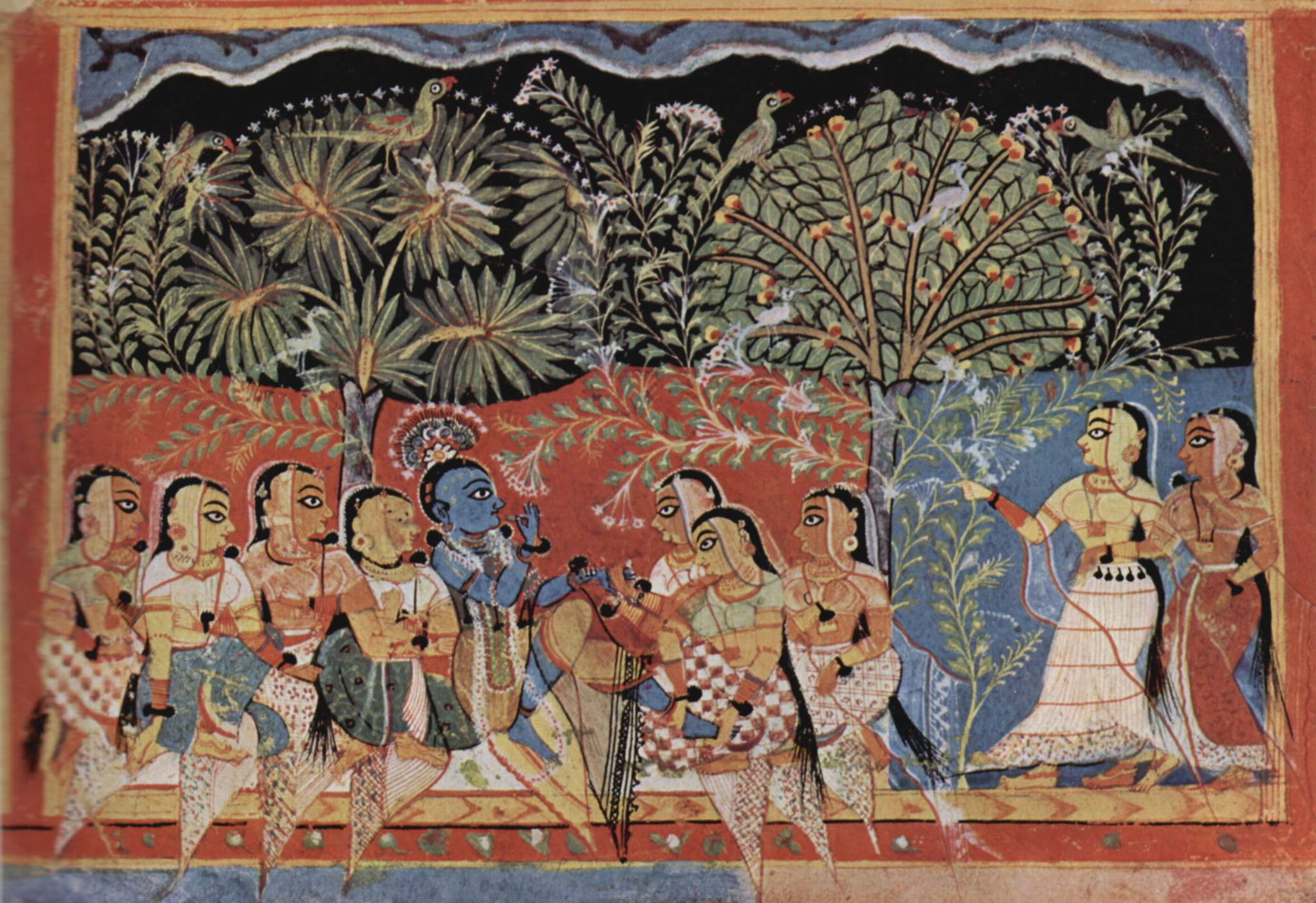
Krisna és a pásztorlányok

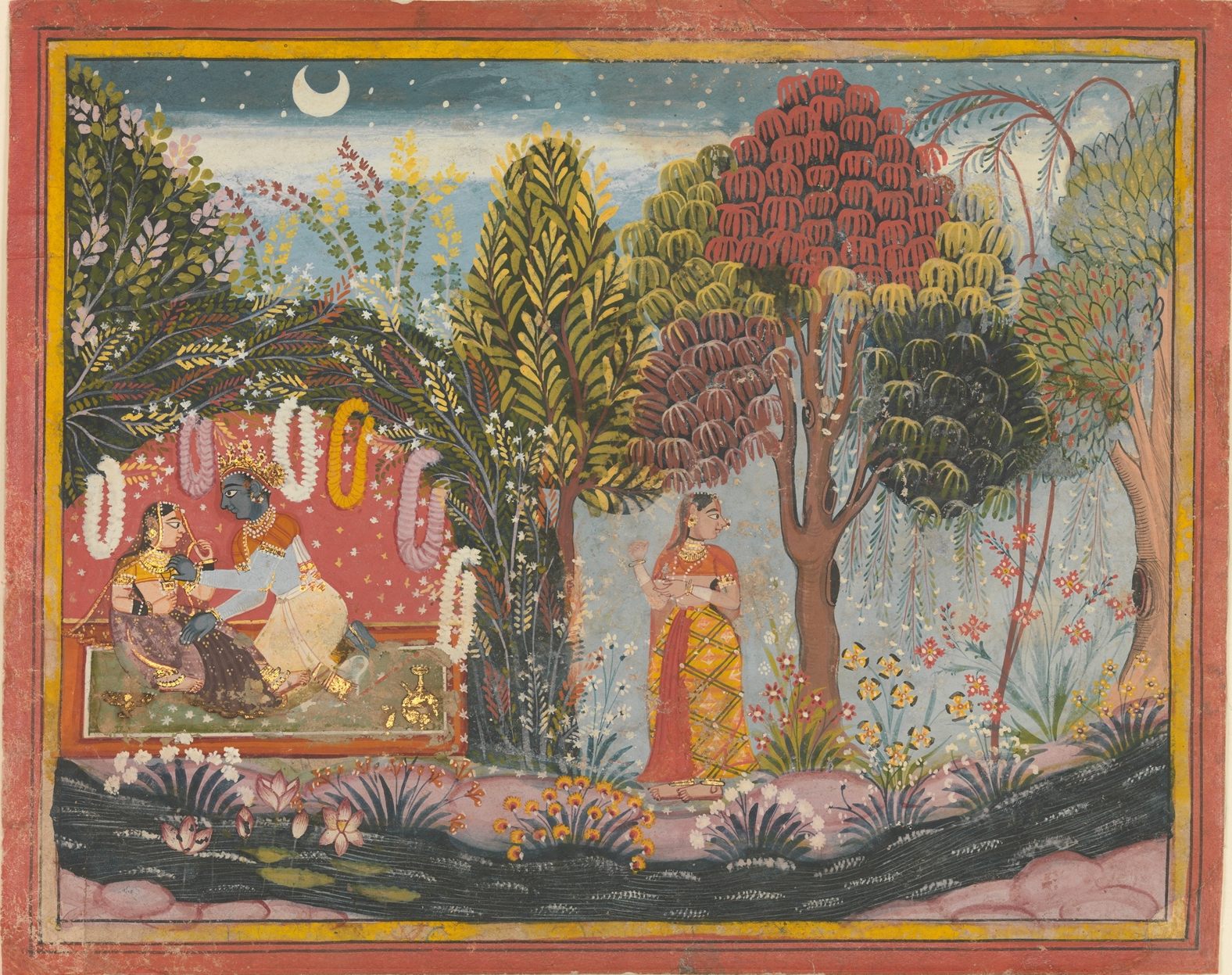
Krisna és Rádha

A Gíta Govinda (Dévanágari írással: गीत गोविन्द) 12. századi költő, Dzsajadéva munkája.
A költő Kenduliszaszanban született, közel az Oriszai Purihoz. A mű Krisna és a vrindávani gopik (tehénpásztorlányok) kapcsolatáról szól, különösen egy Rádha nevű lánnyal szövődő szerelméről. A mű nagy jelentőségű a hinduizmus bhakti tradíciójának fejlődése szempontjából is.

## Felépítése
A Gita Govindának 12 fejezete van. Minden fejezet 24 alrészből (prabandha) áll. A prabandhák páros nyolcas csoportokat tartalmaznak, az úgynevezett ashtapadisokat. Megjegyzendő, hogy a műben a Rádhára eső rész nagyobb, mint Krisnáé. Az évek során többféle kompozíciót és koreográfiát inspirált a téma az indiai klasszikus táncművészetben is.

## Rövid tartalom

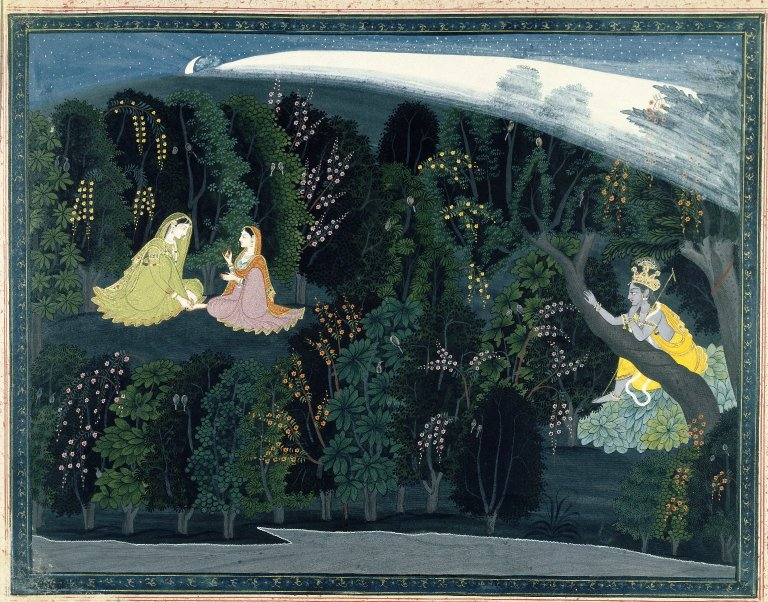
Krisna és Rádha

A verseskötet ismerteti a Krisnának Rádha, a tehénpásztorlány iránti szerelmét, hűtlenségét. Az emberi lélek kóborlásait, a valódi hűséget szimbolizálja, majd visszatérését Istenhez, amely azt létrehozta.

## Fordítások
A Gíta Govindát angol nyelvre először Sir William Jones fordította 1792-ben, majd 1977-ben Barbara Stoler Miller fordította le újra angolra. A könyv „Love Song of the Dark Lord: Jayadeva's Gita Govinda” címmel jelent meg.
A Gíta Govindát már több nyelvre lefordították világszerte és úgy vélik, hogy az egyik legjobb példa a szanszkrit tradicionális költészetre. A mű magyar fordítása Weöres Sándor munkája. A vers eredeti, lüktető ritmusát tükröző fordítás egy részlete:
| „                                      | Szekfüvirágleheletzuhatagos-örömillatu délövi szélben, fülemüleszavú kusza méhzizegésű lugas susogó sürüjében Hari vigad a gyönyörü dalu kikeletben, sírjon az elhagyatott, íme táncol a vadörömü lánykaseregben. Vándorok asszonyait szerelem tüze gyötri a szívbe-szövődve, méherajos szirom-árban emelkedik a bakula tárt legyezője; Hari vigad a gyönyörü dalu kikeletben, sírjon az elhagyatott, íme táncol a vadörömü lánykaseregben. | ” |
| – Weöres Sándor:Gíta Govinda (részlet) | |   |

### Magyarul
- Dzsajadéva: Gíta Govinda. Pásztorének; nyersford. Vekerdi József, ford. Weöres Sándor; Magvető, Bp., 1982